# Stephanie Rice
Stephanie Louise Rice (Brisbane (Queensland), 17 juni 1988) is een voormalige Australische zwemster en olympisch kampioene van 2008 op 200 en 400 meter wisselslag en de 4x200 meter vrije slag. Haar trainer was Michael Bohl van de St Peters Western Swimming Club in Brisbane.
Tot juli 2008 had zij een twee jaar durende relatie met de Australische zwemmer en voormalig wereldrecordhouder op de 50 meter vrije slag, Eamon Sullivan.

## Carrière
Bij haar internationale debuut, op de Gemenebestspelen 2006 in Melbourne, veroverde Rice de gouden medaille op de 200 en de 400 meter wisselslag. In Victoria nam de Australische deel aan de Pan Pacific kampioenschappen zwemmen 2006. Op dit toernooi sleepte ze de bronzen medaille in de wacht op zowel de 200 als de 400 meter wisselslag, op de 200 meter vlinderslag eindigde ze als vijfde en op de 100 meter vlinderslag als negende. 
Op de wereldkampioenschappen zwemmen 2007 in Melbourne legde Rice beslag op de bronzen medaille op de beide wisselslagafstanden, samen met Libby Lenton, Jodie Henry en Lara Davenport eindigde ze als vierde op de 4x200 meter vrije slag.
Tijdens de Australische kampioenschappen zwemmen 2008 in Sydney verbeterde de Australische de wereldrecords op de 200 en de 400 meter wisselslag, dankzij deze prestaties wist ze zich te kwalificeren voor de Olympische Zomerspelen 2008 in Peking. In Peking veroverde Rice olympisch goud op zowel de 200 als de 400 meter wisselslag, op beide afstanden wist ze opnieuw het wereldrecord aan te scherpen. Samen met Bronte Barratt, Kylie Palmer en Linda Mackenzie sleepte ze de gouden medaille in de wacht op de 4x200 meter vrije slag, het kwartet verbeterde tevens het wereldrecord.
Op de wereldkampioenschappen zwemmen 2009 in Rome legde de Australische op de 200 meter wisselslag beslag op de zilveren medaille en op de 400 meter wisselslag op de bronzen medaille, op de 200 meter vrije slag werd ze uitgeschakeld in de series. Samen met Ellen Fullerton, Merindah Dingjan en Bronte Barratt eindigde ze als vijfde op de 4x200 meter vrije slag, in de series van de 4x100 meter wisselslag vormde ze een team samen met Emily Seebohm, Sally Foster en Shayne Reese. In de finale zwom Seebohm samen met Sarah Katsoulis, Jessicah Schipper en Libby Trickett naar de tweede plaats, voor haar aandeel in de series ontving Rice de zilveren medaille.
In Irvine nam Rice deel aan de Pan Pacific kampioenschappen zwemmen 2010, op dit toernooi strandde ze in de series van de 50 meter vlinderslag. Na dit toernooi moest Rice vanwege een schouderblessure een punt zetten achter haar seizoen, waaraan ze geopereerd moest worden.
Op de wereldkampioenschappen zwemmen 2011 in Shanghai veroverde de Australische de bronzen medaille op de 400 meter wisselslag, daarnaast eindigde ze als vierde op de 200 meter wisselslag en als vijfde op de 200 meter vlinderslag. Samen met Leisel Jones, Alicia Coutts en Merindah Dingjan zwom ze in de series van de 4x100 meter wisselslag, in de finales sleepten Jones, Coutts en Dingjan samen met Belinda Hocking de bronzen medaille in de wacht. Voor haar inspanningen in de series werd ze beloond met de bronzen medaille.
Tijdens de Olympische Zomerspelen van 2012 in Londen eindigde Rice als vierde op de 200 meter wisselslag en als zesde op de 400 meter wisselslag.
Op 9 april 2014 maakte Rice bekend dat ze een punt zet achter haar zwemcarrière.

## Internationale toernooien
| Jaar | Olympische Spelen                                     | WK langebaan | WK kortebaan  | PanPacs                                                                       | Gemenebestspelen                  |
| ---- | ----------------------------------------------------- | --- | ------------- | ----------------------------------------------------------------------------- | --------------------------------- |
| 2006 |                                                       | | geen deelname | 9e 100m vlinderslag · 5e 200m vlinderslag · 200m wisselslag · 400m wisselslag | 200m wisselslag · 400m wisselslag |
| 2007 |                                                       | 200m wisselslag · 400m wisselslag · 4e 4x200m vrije slag                                                                       |               |                                                                               |                                   |
| 2008 | 200m wisselslag · 400m wisselslag · 4x200m vrije slag | | geen deelname |                                                                               |                                   |
| 2009 |                                                       | 16e 200m vrije slag · 200m wisselslag · 400m wisselslag · 5e 4x200m vrije slag · 4x100m wisselslag · Rice zwom enkel de series |               |                                                                               |                                   |
| 2010 |                                                       | | geen deelname | 17e 50m vlinderslag                                                           | geen deelname                     |
| 2011 |                                                       | 5e 200m vlinderslag · 4e 200m wisselslag · 400m wisselslag · 4x100m wisselslag · Rice zwom enkel de series                     |               |                                                                               |                                   |
| 2012 | 4e 200m wisselslag 6e 400m wisselslag                 | | geen deelname |                                                                               |                                   |

## Persoonlijke records
Bijgewerkt tot en met 28 juli 2011
Kortebaan
| Afstand          | Tijd    | Datum            | Plaats    |
| ---------------- | ------- | ---------------- | --------- |
| 200m vrije slag  | 2.00,14 | 2 november 2007  | Sydney    |
| 100m vlinderslag | 1.00,34 | 7 augustus 2005  | Melbourne |
| 200m vlinderslag | 2.09,06 | 7 augustus 2005  | Melbourne |
| 200m wisselslag  | 2.10,33 | 26 april 2008    | Canberra  |
| 400m wisselslag  | 4.32,48 | 29 augustus 2007 | Melbourne |

Langebaan
| Afstand          | Tijd    | Datum            | Plaats   |
| ---------------- | ------- | ---------------- | -------- |
| 200m vrije slag  | 1.56,60 | 14 augustus 2008 | Peking   |
| 100m vlinderslag | 57,67   | 19 maart 2009    | Sydney   |
| 200m vlinderslag | 2.06,08 | 28 juli 2011     | Shanghai |
| 200m wisselslag  | 2.07,03 | 27 juli 2009     | Rome     |
| 400m wisselslag  | 4.29,45 | 10 augustus 2008 | Peking   |